# Ornipholidotos gabonensis
Ornipholidotos gabonensis är en fjärilsart som beskrevs av Henry Stempffer 1947. Ornipholidotos gabonensis ingår i släktet Ornipholidotos och familjen juvelvingar. Inga underarter finns listade i Catalogue of Life.